# Theophilus Shepstone

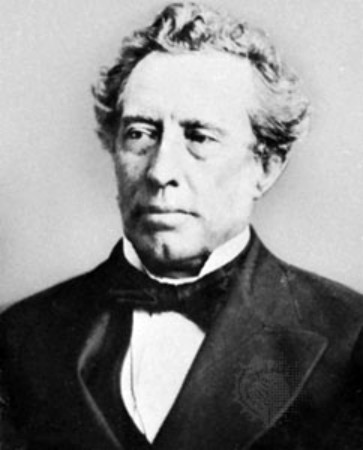
Theophilus Shepstone

Sir Theophilus Shepstone (Westbury-on-Trym, 8 januari 1817 – Pietermaritzburg, 23 juni 1893) was een Brits ambtenaar in Zuid-Afrika.

## Inheemse relaties
Shepstone's familie emigreerde in 1820 naar de Kaapkolonie, waar hij tijdens zijn opleiding als missionaris de inheemse talen van Zuid-Afrika bestudeerde en het Xhosa wist te beheersen. Tijdens de Britse Grensoorlogen met de Xhosa diende hij als tolk en bemiddelaar.
In 1845 verhuisde hij naar Natal waar hij werkte als diplomaat en later secretaris van inheemse zaken, een positie waarmee hij veel invloed had op de stammen. Zijn beleid tolereerde de inheemse culturen grotendeels en een periode van relatieve vrede tussen Britten en Afrikanen in Natal brak aan. Ook zijn relatie met de Zoeloes was aanvankelijk goed; zo was hij aanwezig bij de kroning van koning Cetshwayo.

## Transvaal
In 1877 ging Shepstone in opdracht van de koloniale regering naar de hoofdstad van de Zuid-Afrikaansche Republiek (Transvaal), Pretoria. Op dat moment verkeerde Transvaal in een staat van onrust; de schatkist was leeg en staatspresident Thomas François Burgers voerde een ineffectief beleid uit. Hierop proclameerde Shepstone op het Kerkplein de Britse annexatie van Transvaal. Hij werd hierop administrator van de nieuwe Transvaalkolonie.
In 1880 zou na de protesten van Paul Kruger de Eerste Boerenoorlog uitbreken om de annexatie succesvol terug te draaien. Hierna richtte Shepstone zich op het Zoeloekoninkrijk, en was hij verantwoordelijk voor de voorbereiding op de Zoeloe-oorlog.
Hij stierf in 1893 in Pietermaritzburg, Natal.